# 八字方针
八字方针是“调整、巩固、充实、提高”方针的简称，是中国共产党為應對三年困難時期（1959-1961年）而采取的一项恢复和发展国民经济的政策，其主要內容包括加强农业战线；大力缩短基本建设战线，压缩重工业生产；对工业企业实行关停并转，精减职工和城市人口；消灭财政赤字，稳定市场。這一方針由李富春於1960年8月中下旬首次提出，當時的版本為“调整、巩固、提高”，8月底，周恩來又在李富春的版本上加入“充实”。1960年9月30日，國家計委黨組發表的《關於1961年國民經濟計劃控制數字的報告》又提及八字方針。八字方針於1961年1月召开的中国共产党第八届中央委员会第九次全体会议上獲得批准，標誌著大躍進已經停止。同年2月，陳雲在中國共產黨中央政治局擴大會議上要求全面貫徹執行八字方針。1962年初的七千人大会，进一步动员和组织全党和全国人民全面贯彻八字方针。這一方針施行後，1962年底，農業生產有所回升，財政開始收支平衡，市場商品供應也有所好轉。